# Запорожец (канонерская лодка)
«Запорожец» — канонерская лодка Черноморского флота. После 1911 года использовалась как каботажное судно.

## Строительство
Канонерская лодка «Запорожец» заложена на верфях Николаевского адмиралтейства 9 мая 1886 года. Спущена на воду 23 мая 1887 года.

## Служба
«Запорожец» служил на Чёрном и Средиземном морях.
В августе 1891 года на корабле некоторое время работали известные биологи Даниил Заболотный и Николай Зелинский, изучавшие возникновение в водной среде сероводорода.
В 1897—1898 годах корабль в составе эскадры контр-адмирала П. П. Андреева участвовал в международной миротворческой операции на Крите. Во время обострения Критского кризиса и начавшейся резни христиан на Крите 24—25 января 1897 года «Запорожец» участвовал совместно с рядом кораблей других Великих держав в спасении греческого населения с Крита, доставив на своём борту в материковую Грецию около 1 500 мирных жителей (совместно с броненосцем «Император Николай I»).
В 1900 году канонерка прошла капитальный ремонт и с 1901 года использовалась качестве учебного судна.
В ноябре 1911 года продана частному владельцу и исключена из списков флота.
Служила под греческим торговым флагом в качестве каботажного судна.
В годы Первой мировой войны находилась в России, а в 1920 году продана турецкой фирме. Носила названия «Ст. Николас» и «Рихдале».
Была активна до 1924 года, затем сдана на слом.

## Командиры
- 12.01.1887 — хх.хх.1891 — капитан 2-го ранга Невражин, Александр Васильевич
- хх.хх.1891 — хх.хх.1892 — капитан 2-го ранга Пуцило, Владимир Павлович
- хх.хх.1892 — хх.хх.1894 — капитан 2-го ранга Падалка, Владимир Петрович
- хх.хх.1895 — 11.08.1897 — капитан 2-го ранга (с 13.04.1897 капитан 1-го ранга) Данилевский, Михаил Александрович
- 11.08.1897 — хх.хх.1898 — капитан 2-го ранга Залесский, Василий Константинович
- хх.хх.1898 — 06.12.1899 — капитан 2-го ранга Юрковский, Владимир Николаевич
- 06.12.1899 — хх.хх.1901 — капитан 2-го ранга Бергель, Константин Владиславович
- хх.хх.1902 — хх.хх.1903 — капитан 2-го ранга фон Мореншильд, Владимир Александрович
- хх.хх.1903 — 21.03.1905 — капитан 2-го ранга Глизян, Сергей Александрович
- 25.04.1905 — хх.хх.1906 — капитан 2-го ранга Пименов, Владимир Гордеевич
- 16.10.1906 — 10.03.1908 — капитан 2-го ранга Лутонин, Сергей Иванович
- хх.хх.1908 — хх.хх.1910 — капитан 2-го ранга Лукин, Вениамин Константинович
- хх.хх.1910 — хх.хх.1911 — капитан 2-го ранга Кузнецов, Иван Семёнович
- 17.02.1911 — хх.хх.1911 — капитан 2-го ранга Остроградский, Михаил Михайлович (в 1904-1905 годах — старший офицер)